# Maren-Kessel

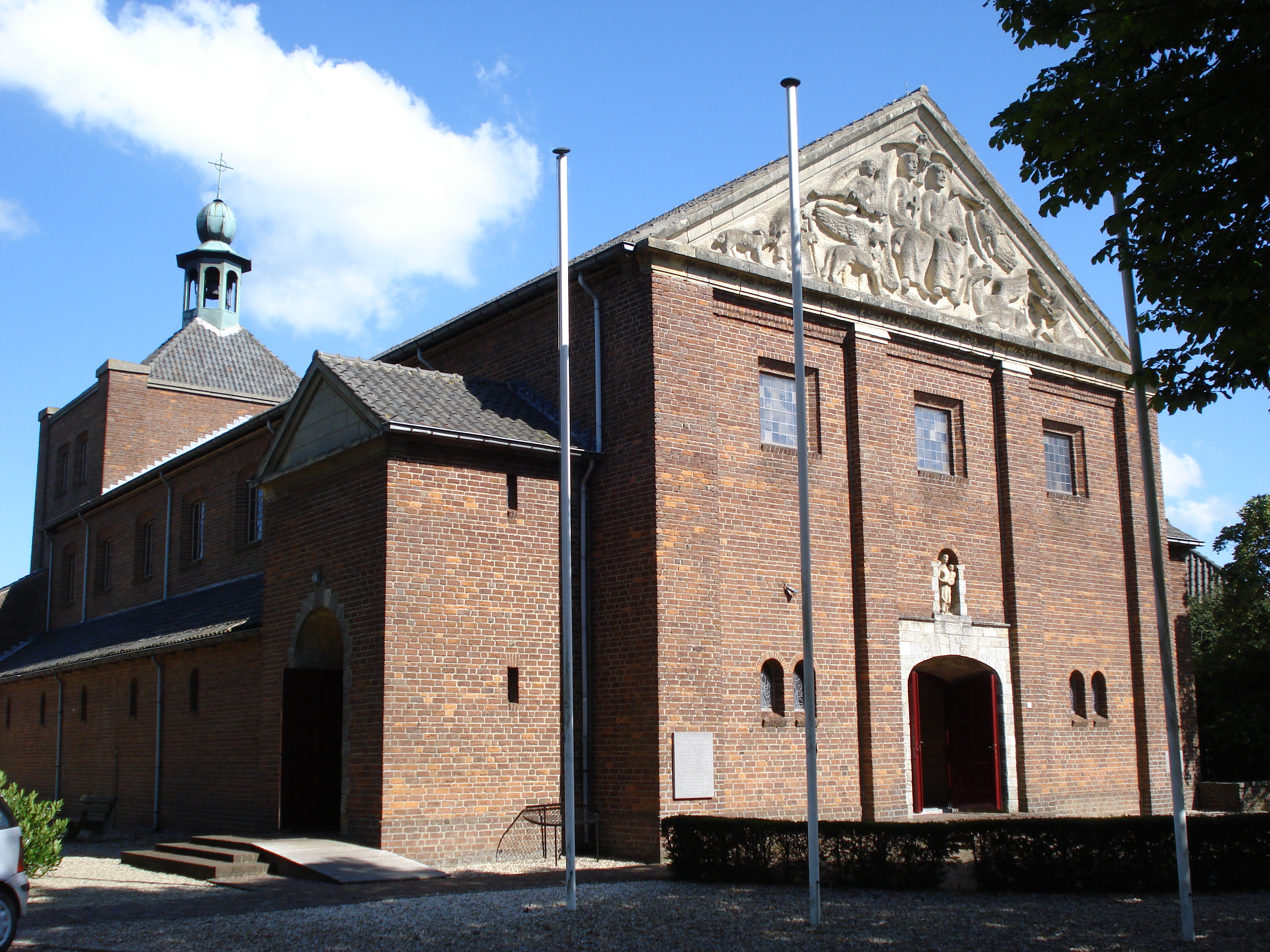
Maren-Kessel, de St.Lambertuskerk, 1952

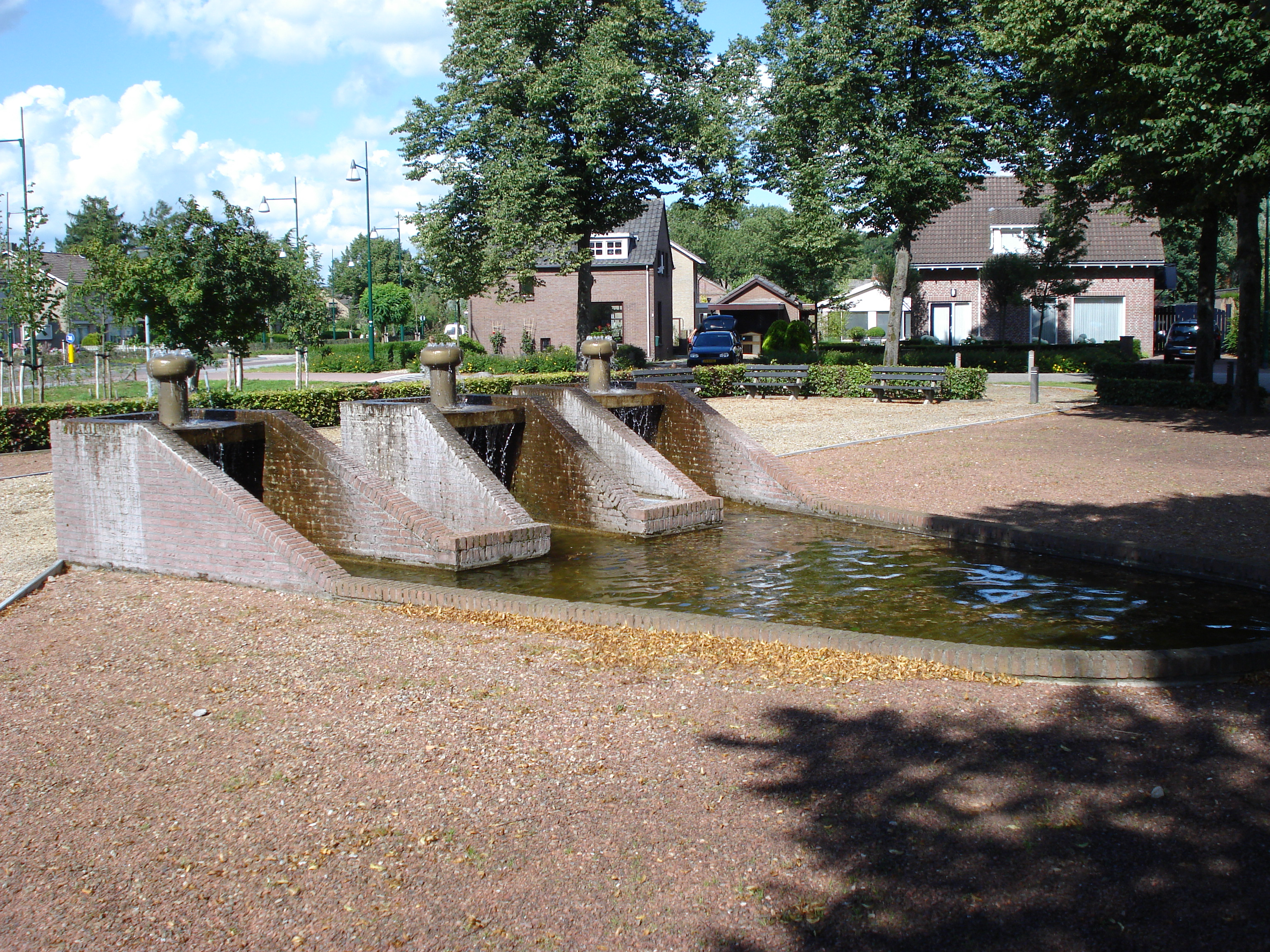
Maren-Kessel, fontein, die de eenwording van de drie kernen (Maren, Kessel en 't Wild) symboliseert

Maren-Kessel is een jong kerkdorp van de Nederlandse gemeente Oss in de provincie Noord-Brabant op de linkeroever van de Maas. Het ontstond na de Tweede Wereldoorlog door samenvoeging van de dorpen Maren en Kessel middels een nieuwe woonkern tussen de beide dorpen, waar in de vroege vijftiger jaren een nieuwe kerk, school en winkels werden gebouwd. Tot Maren-Kessel behoort ook de buurtschap 't Wild.
Op 1 januari 2023 telde Maren-Kessel 1.410 inwoners. Maren-Kessel heeft een oppervlakte van 20,43 km² (inclusief t' Wild 20,93 km²).

## Geschiedenis
Julius Caesar komt tijdens de Gallische Oorlog in zijn strijd tegen de Belgae van 57 tot 51 v.Chr. in het huidige Noord-Brabant terecht, waar hij de Germaanse Usipeti en Tencteren, in de zone tussen Maren-Kessel en Lith vrijwel uitroeit in de Slag bij Kessel. Hij schrijft daarover in zijn Commentarii Rerum in Gallia Gestarum. Het gebied wordt dan deel van Gallia Belgica, een Romeinse provincie.
Maren-Kessel is een van de jongste kerkdorpen van Noord-Brabant, gesticht na de Tweede Wereldoorlog. In 1944 zijn de oude dorpjes Maren en Kessel geëvacueerd, de kerk van Kessel is toen verwoest en die van Maren ernstig beschadigd. Na de oorlog besloot men tot de bouw van een nieuwe kerk en een nieuwe school en winkels tussen de beide dorpen, waardoor de dorpen werden samengevoegd tot Maren-Kessel. De Sint-Lambertuskerk van Maren-Kessel werd gebouwd in 1951/1952, op 26 mei 1952 werd de kerk geconsacreerd door Mgr. W. Mutsaerts van het Bisdom 's-Hertogenbosch.
Maren en Kessel vormden nog samen met Alem de voormalige gemeente Alem, Maren en Kessel, alhoewel Alem door de kanalisering van de Maas aan het begin van de dertiger jaren, op de Gelderse oever was komen te liggen. In 1958 werd de gemeente opgeheven. Alem werd geannexeerd door de Gelderse gemeente Maasdriel en Maren-Kessel ging behoren tot de gemeente Lith, die op haar beurt op 1 januari 2011 werd toegevoegd aan de gemeente Oss.

## Bezienswaardigheden
- De Sint-Lambertuskerk uit 1952 is ontworpen door de architect J.A. de Reus uit Oss. In tegenstelling tot wat wel wordt beweerd is deze kerk niet gebouwd in de stijl van de Bossche School. De in 1946 in Maren geboren architect Jan Meijer, schreef er een verhandeling over in het blad Maaskroniek (nr. 77, februari 2012). De kerk heeft een timpaan van Engels zandsteen en een Mariabeeld, gemaakt uit chamotte, door Frans van der Burgt. Ook is er een gedenksteen voor de slachtoffers van de Tweede Wereldoorlog door Rob Kirkels uit 1995 en de kerk bezit kruiswegstaties van Piet Engels.
- Schakel 304, een kunstwerk door Hans van Gerwen uit 2013. Het kunstwerk staat op de Marense Dijk ter hoogte van de Hogeweg. Schakel 304 is de publiekswinnaar van het project "Kunst aan de Maas" wat tot 2015 jaarlijks werd georganiseerd door K26.

## Natuur en landschap
Maren-Kessel ligt enigszins verwijderd van de Maasdijk. Deze heeft buitendijks een wiel, genaamd Buitenkil.

## Nabijgelegen kernen
Lith, Geffen, Nuland

## Galerij

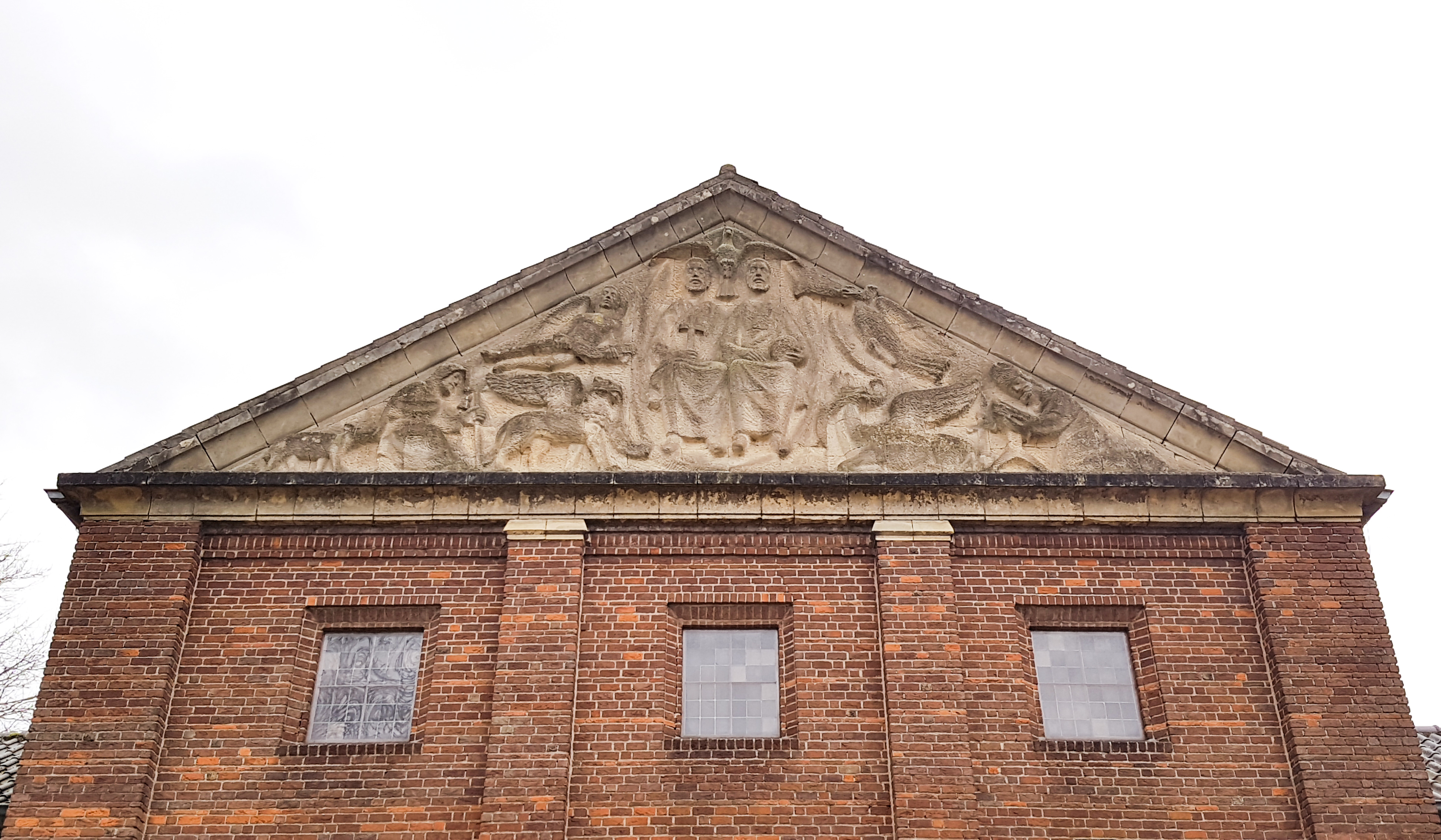
Gevelreliëf St. Lambertuskerk; H. Drie-eenheid en de vier evangelisten
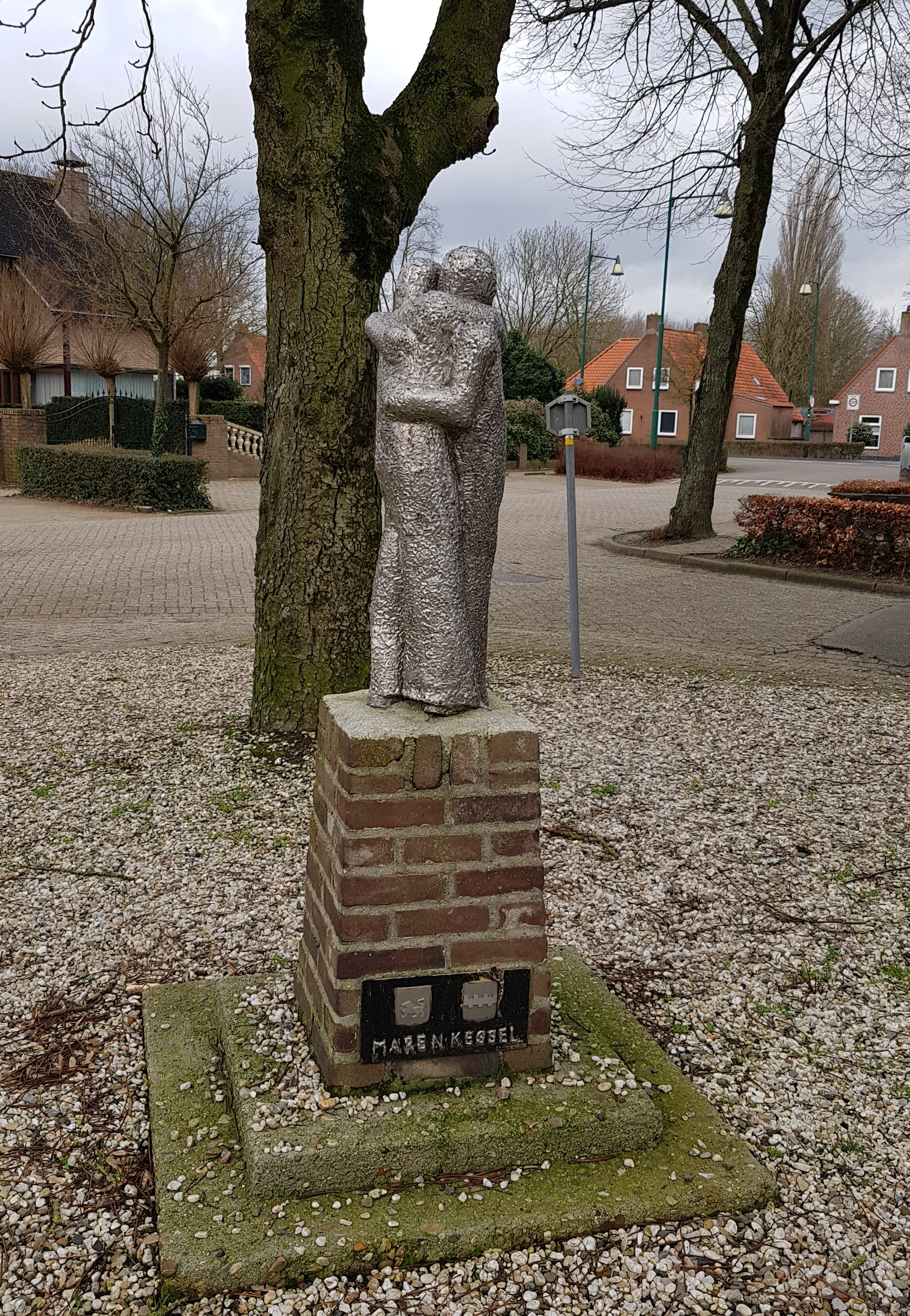
Sculptuur 'Maren-Kessel' op de hoek voor de kerk
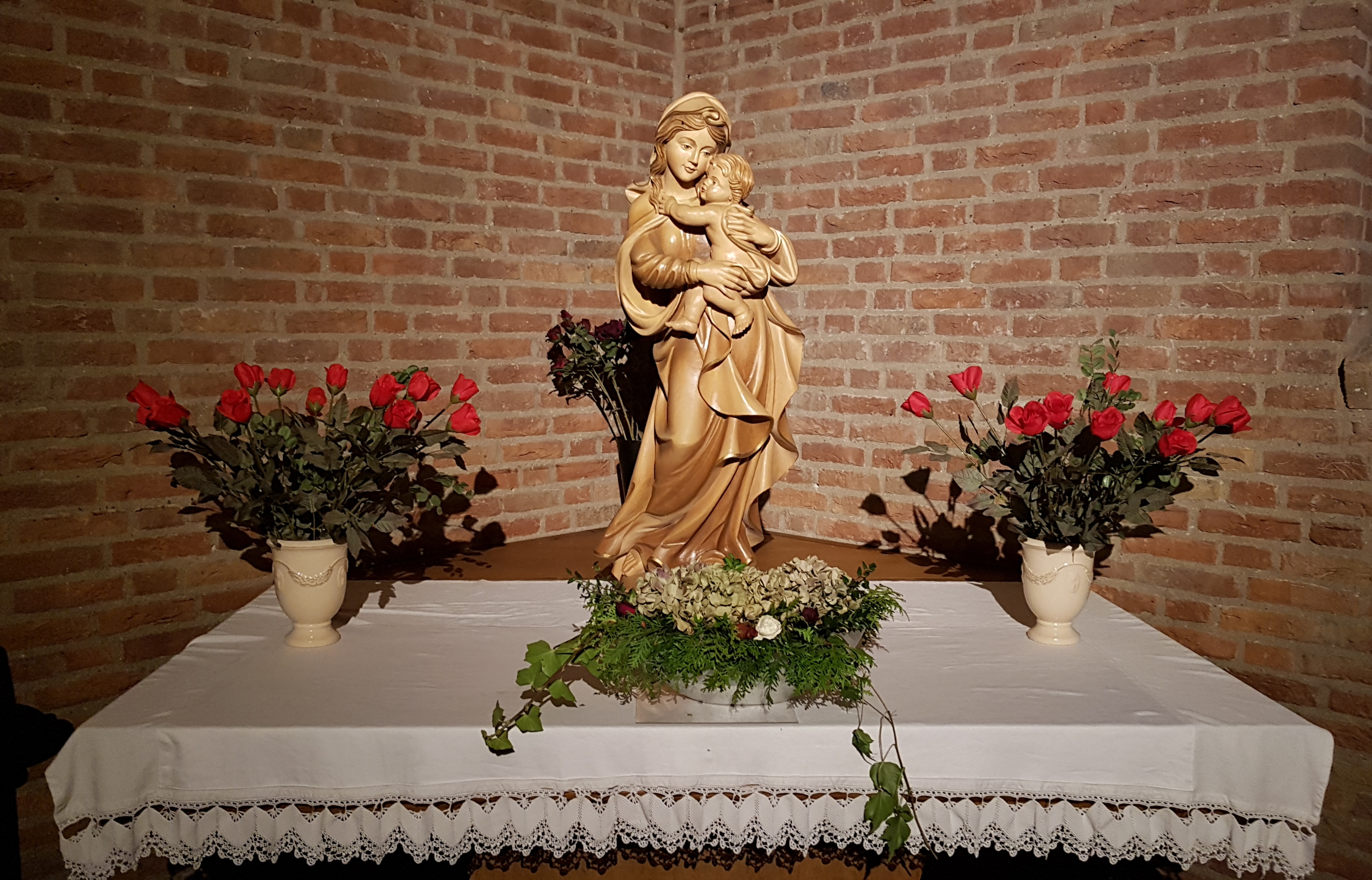
Mariakapel in de St. Lambertuskerk
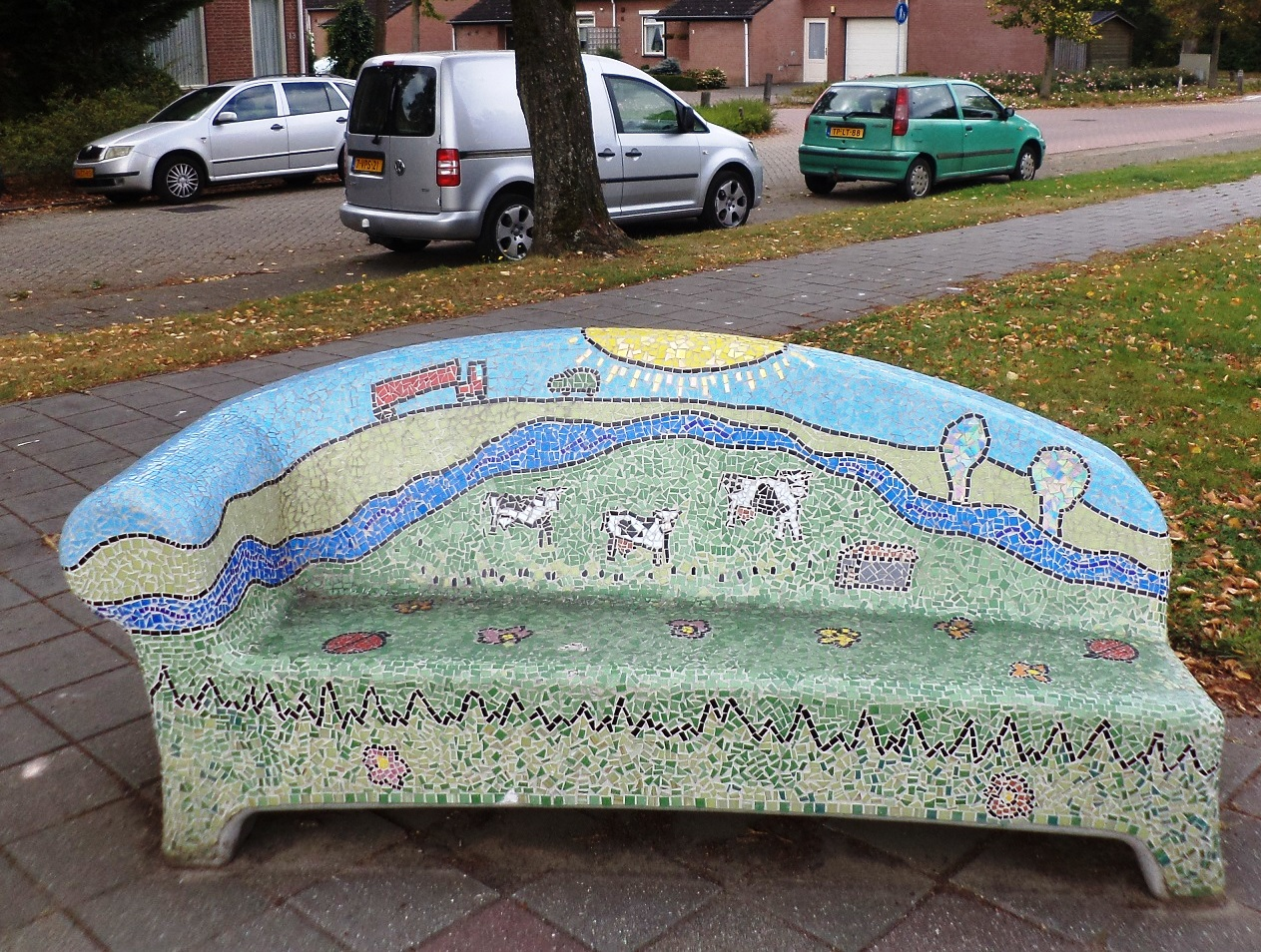
Social sofa aan de Pastoor Roesweg

Steden: Megen · Oss · Ravenstein

Dorpen: Berghem · Demen · Dennenburg · Deursen · Dieden · Geffen · Haren · Herpen · Huisseling · Macharen · Kessel · Lith · Lithoijen · Maren · Maren-Kessel · Neerlangel · Neerloon · Oijen · Overlangel · Teeffelen

Buurtschappen: Achterste Heide · Benedeneind · Boveneind · Duurendseind · Elst · Gement · Keent · Kleine Koolwijk · Koolwijk · 't Wild

Noord-Brabant: Steden en dorpen      Nederland: Provincies · Gemeenten